# Vodni (Slaviansk, Krasnodar)
Vodni (del ruso: Водный) es un jútor del raión de Slaviansk del krai de Krasnodar, en el sur de Rusia. Está situado en la orilla izquierda del Protoka, uno de los distributarios del delta del Kubán, 22 km al norte de Slaviansk-na-Kubani y 87 al noroeste de Krasnodar, la capital del krai. Tenía 427 habitantes en 2010.
Pertenece al municipio Petróvskoye.

## Historia
La localidad fue fundada a principios del siglo XX en un estrecho margen de tierra entre el Protoka, las marisma y el estero del delta por colonos procedentes de Petróvskaya. Hasta mediados de ese siglo no se drenarían las marismas y se convertirían en campos para el uso agrícola. Es registrada como unidad administrativa el 24 de septiembre de 1958.

## Economía
La principal compañía, agrícola, en el jútor es la OOO Slavianska-A.

## Servicios sociales
La población cuenta con un punto de enfermería entre otros establecimientos.